# Appias
Appias es un género  de mariposas de la familia Pieridae. Se encuentra en África y sur de Asia. Algunas especies son migratorias.

## Especies
Existen 36 especies reconocidas en el género:
- Appias ada (Stoll, [1781])
- Appias aegis (Felder, C & R Felder, 1861)
- Appias albina (Boisduval, 1836)
- Appias aroa (Ribbe, 1900)
- Appias athama (Blanchard, 1848)
- Appias caeca Corbet, 1941
- Appias cardena (Hewitson, [1861])
- Appias celestina (Boisduval, 1832)
- Appias clementina (Felder, C, 1860)
- Appias dolorosa Fruhstorfer, 1910
- Appias drusilla (Cramer, [1777])
- Appias epaphia (Cramer, [1779])
- Appias galene (Felder, C & R Felder, 1865)
- ?Appias hero (Fabricius, 1793)
- Appias hombroni (Lucas, 1852)
- Appias inanis van Eecke, 1913
- Appias indra (Moore, 1857)
- Appias ithome (C. & R. Felder, 1859)
- Appias lalage (Doubleday, 1842)
- Appias lalassis Grose-Smith, 1887
- Appias lasti (Grose-Smith, 1889)
- Appias leis (Geyer, [1832])
- Appias libythea (Fabricius, 1775)
- Appias lyncida (Cramer, [1777])
- Appias mata Kheil, 1884
- Appias melania (Fabricius, 1775)
- Appias nephele Hewitson, [1861]
- Appias nero (Fabricius, 1793)
- Appias nupta (Fruhstorfer, 1897)
- Appias olferna Swinhoe, 1890
- Appias panda
- Appias pandione (Geyer, [1832])
- Appias paulina (Cramer, [1777])
- Appias perlucens (Butler, 1898)
- Appias phaola (Doubleday, 1847)
- Appias phoebe (C. & R. Felder, 1861) Appias phoebe
- Appias placidia (Stoll, [1790])
- Appias punctifera d'Almeida, 1939

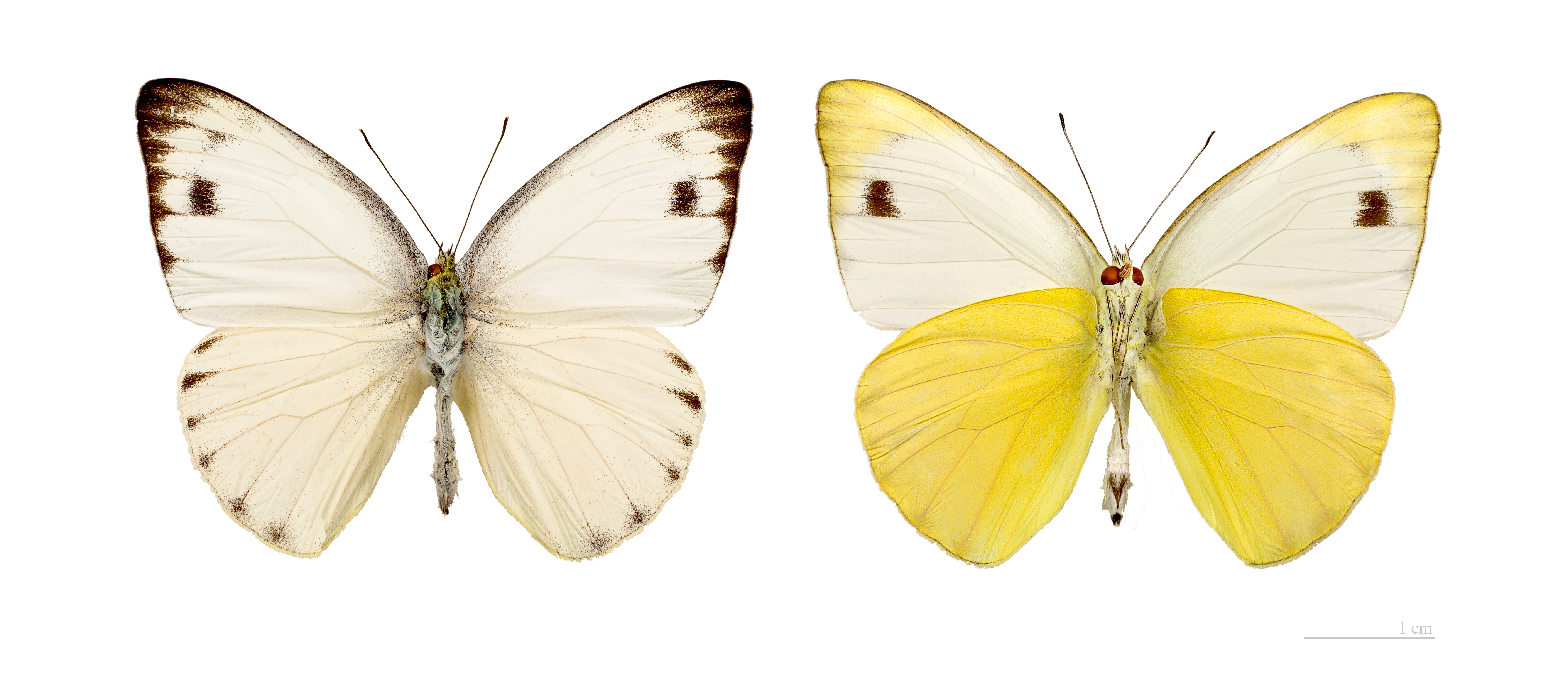
Appias phoebe

- Appias remedios Schröder & Treadaway, 1990
- Appias sabina (C. & R. Felder, [1865])
- Appias sylvia (Fabricius, 1775)
- Appias waltraudae Schröder, 1977
- Appias wardii (Moore, 1884)
- Appias zarinda (Boisduval, 1836)

Al menos una especie se ha reportado en la región Neártica, 6 de ellas tienen distribución afrotropical.

## Plantas hospederas
Las especies del género Appias se alimentan de plantas de las familias Brassicaceae, Euphorbiaceae, Passifloraceae, Dichapetalaceae, Loranthaceae, Santalaceae, Olacaceae, Polygonaceae y Salvadoraceae. Las plantas hospederas reportadas incluyen los géneros Crateva, Capparis, Drypetes, Boscia, Brassica, Cleome, Maerua, Niebuhria, Ritchiea, Phyllanthus, Passiflora, Rorippa, Putranjiva, Cadaba, Dichapetalum, Salvadora.